# BOØWY THE BEST "STORY"
『BOØWY THE BEST "STORY"』（ボウイ・ザ・ベスト・ストーリー）は、日本のロックバンド、BOØWYの2枚組ベストアルバム。2013年3月21日にEMIミュージック・ジャパンから発売。

## 解説
結成30周年を記念した「BOØWY 30th Anniversary」プロジェクトの最終作品としてリリースされたベストアルバム。
インターネットでのファンからの約10,000通のリクエストに基づいて選曲されている。具体的な順位は公表されていないが、1位が「CLOUDY HEART」、2位が「NO. NEW YORK」だったと述べられている。この2曲はヴァージョン違いを収録して欲しいという問い合わせも多かったため、ボーナス・トラックとしてこの2曲の別ヴァージョンも収録され、当初全30曲だったのが、結果的に全32曲の収録となった。曲順はボーナス・トラックを除いて、原則音源が発表された順番になっている。
初回限定仕様はダブル紙ジャケット+透明サックケース仕様。また、2枚ともBlu-spec CD2仕様となっている。
オリコンでは、初登場1位を獲得。シングル・アルバムを通じて首位は、1998年3月23日付のベストアルバム『THIS BOØWY』以来15年ぶり。また、解散から20年以上が経過したグループによる首位獲得は、ザ・ビートルズ以来史上2組目で、邦楽グループでは初の獲得となった。

## 収録曲
| #         | タイトル                                      | 作詞                       | 作曲      | 編曲                 | 時間  |
| --------- | --------------------------------------------- | -------------------------- | --------- | -------------------- | ----- |
| 1.        | 「IMAGE DOWN」                                | 氷室京介                   | 布袋寅泰  | 布袋寅泰             | 3:02  |
| 2.        | 「NO. NEW YORK」                              | 深沢和明                   | 布袋寅泰  | 布袋寅泰             | 3:30  |
| 3.        | 「ON MY BEAT」                                | 氷室京介                   | 布袋寅泰  | 布袋寅泰             | 2:18  |
| 4.        | 「DAKARA」                                    | 氷室京介                   | 氷室京介  | 布袋寅泰             | 3:50  |
| 5.        | 「FUNNY-BOY」                                 | 氷室京介・高橋信・松井恒松 | 氷室京介  | BOØWY                | 4:28  |
| 6.        | 「DREAMIN'」                                  | 布袋寅泰・松井五郎         | 布袋寅泰  | 布袋寅泰             | 4:06  |
| 7.        | 「BABY ACTION」                               | 氷室京介                   | 布袋寅泰  | 布袋寅泰             | 3:14  |
| 8.        | 「ホンキー・トンキー・クレイジー」            | BOØWY                      | BOØWY     | 布袋寅泰・佐久間正英 | 3:35  |
| 9.        | 「BAD FEELING」                               | 氷室京介・高橋信           | 布袋寅泰  | 布袋寅泰             | 4:28  |
| 10.       | 「CHU-RU-LU」                                 | 氷室京介                   | 氷室京介  | 布袋寅泰             | 4:00  |
| 11.       | 「ハイウェイに乗る前に」                      | 氷室京介・松井五郎         | 氷室京介  | 布袋寅泰             | 3:44  |
| 12.       | 「CLOUDY HEART」                              | 氷室京介                   | 氷室京介  | 布袋寅泰             | 4:28  |
| 13.       | 「“16”」                                      | 氷室京介                   | 氷室京介  | 布袋寅泰・佐久間正英 | 3:56  |
| 14.       | 「わがままジュリエット」                      | 氷室京介                   | 氷室京介  | 布袋寅泰             | 4:35  |
| 15.       | 「JUSTY」                                     | 氷室京介                   | 布袋寅泰  | 布袋寅泰             | 3:55  |
| 16.       | 「ミス・ミステリー・レディ（Visual Vision）」 | 氷室京介                   | 氷室京介  | 布袋寅泰             | 4:00  |
| 17.       | 「LIKE A CHILD」                              | 松井恒松                   | 布袋寅泰  | 布袋寅泰             | 4:18  |
| 合計時間: | 合計時間:                                     | 合計時間:                  | 合計時間: | 合計時間:            | 65:27 |

| #         | タイトル                                               | 作詞      | 作曲      | 編曲      | 時間  |
| --------- | ------------------------------------------------------ | --------- | --------- | --------- | ----- |
| 1.        | 「B・BLUE」                                            | 氷室京介  | 布袋寅泰  | 布袋寅泰  | 3:57  |
| 2.        | 「ONLY YOU」                                           | 氷室京介  | 布袋寅泰  | 布袋寅泰  | 4:11  |
| 3.        | 「WORKING MAN」                                        | 松井恒松  | 布袋寅泰  | 布袋寅泰  | 2:45  |
| 4.        | 「RAIN IN MY HEART」                                   | 松井恒松  | 布袋寅泰  | 布袋寅泰  | 3:53  |
| 5.        | 「DRAMATIC? DRASTIC!」                                 | 高橋信    | 布袋寅泰  | 布袋寅泰  | 4:18  |
| 6.        | 「SENSITIVE LOVE」                                     | 氷室京介  | 氷室京介  | 布袋寅泰  | 2:34  |
| 7.        | 「LIAR GIRL」                                          | 氷室京介  | 布袋寅泰  | 布袋寅泰  | 4:12  |
| 8.        | 「LONGER THAN FOREVER」                                | 氷室京介  | 布袋寅泰  | 布袋寅泰  | 4:08  |
| 9.        | 「MARIONETTE」                                         | 氷室京介  | 布袋寅泰  | 布袋寅泰  | 3:49  |
| 10.       | 「PLASTIC BOMB」                                       | 氷室京介  | 布袋寅泰  | 布袋寅泰  | 2:34  |
| 11.       | 「FANTASTIC STORY」                                    | 氷室京介  | 氷室京介  | 布袋寅泰  | 3:51  |
| 12.       | 「MEMORY」                                             | 氷室京介  | 布袋寅泰  | 布袋寅泰  | 4:24  |
| 13.       | 「季節が君だけを変える」                               | 氷室京介  | 布袋寅泰  | 布袋寅泰  | 4:39  |
| 14.       | 「NO. NEW YORK〈12inch Single Version〉」(BONUS TRACK) | 深沢和明  | 布袋寅泰  | 布袋寅泰  | 4:16  |
| 15.       | 「CLOUDY HEART〈Single Version〉」(BONUS TRACK)        | 氷室京介  | 氷室京介  | 布袋寅泰  | 4:25  |
| 合計時間: | 合計時間:                                              | 合計時間: | 合計時間: | 合計時間: | 57:56 |

### 楽曲解説

#### DISC 1
1. IMAGE DOWN
1stアルバム『MORAL』収録曲。
この曲のドラムは、初代ドラマーの木村マモルが担当。
2. NO. NEW YORK
1stアルバム『MORAL』収録曲。
この曲のドラムは、初代ドラマーの木村マモルが担当。
音源はアルバム版だが、タイトルがアルバム版の「NO N.Y.」ではなくシングル版の「NO. NEW YORK」で収録されている。
3. ON MY BEAT
1stアルバム『MORAL』収録曲。
この曲のドラムは、初代ドラマーの木村マモルが担当。
4. DAKARA
8thシングル。
5. FUNNY-BOY
2ndアルバム『INSTANT LOVE』収録曲。
発表当時、プロモーション・シングルとして有線等に配布された。
6. DREAMIN'
3rdアルバム『BOØWY』収録曲。
7. BABY ACTION
3rdアルバム『BOØWY』収録曲。
8. ホンキー・トンキー・クレイジー
1stシングル。
9. BAD FEELING
2ndシングル。3rdアルバム『BOØWY』の音源が収録されている。
10. CHU-RU-LU
3rdアルバム『BOØWY』収録曲。
11. ハイウェイに乗る前に
3rdアルバム『BOØWY』収録曲。
12. CLOUDY HEART
3rdアルバム『BOØWY』収録曲。
13. “16”
1stシングル「ホンキー・トンキー・クレイジー」のB面。
14. わがままジュリエット
3rdシングル。
15. JUSTY
4thアルバム『JUST A HERO』収録曲。
16. ミス・ミステリー・レディ (Visual Vision)
4thアルバム『JUST A HERO』収録曲。
17. LIKE A CHILD
4thアルバム『JUST A HERO』収録曲。

#### DISC 2
1. B・BLUE
4thシングル。
2. ONLY YOU
5thシングル。
3. WORKING MAN
4thシングル「B・BLUE」のB面。
4. RAIN IN MY HEART
5thアルバム『BEAT EMOTION』収録曲。
5. DRAMATIC? DRASTIC!
5thアルバム『BEAT EMOTION』収録曲。
6. SENSITIVE LOVE
5thアルバム『BEAT EMOTION』収録曲。
7. LIAR GIRL
6thアルバム『PSYCHOPATH』収録曲。
8. LONGER THAN FOREVER
6thアルバム『PSYCHOPATH』収録曲。
9. MARIONETTE
6thシングル。6thアルバム『PSYCHOPATH』の音源が収録されている。
10. PLASTIC BOMB
6thアルバム『PSYCHOPATH』収録曲。
11. FANTASTIC STORY
6thアルバム『PSYCHOPATH』収録曲。
12. MEMORY
6thアルバム『PSYCHOPATH』収録曲。
13. 季節が君だけを変える
7thシングル。6thアルバム『PSYCHOPATH』の音源が収録されている。
14. NO. NEW YORK〈12inch Single Version〉 [BONUS TRACK]
2ndシングル「BAD FEELING」のB面に収録されているバージョン。
15. CLOUDY HEART〈Single Version〉 [BONUS TRACK]
7thシングル「季節が君だけを変える」のB面に収録されているバージョン。